# Ugochukwu Ukah
Ugochukwu Ukah (* 18. Januar 1984 in Parma, Italien) ist ein ehemaliger nigerianischer Fußballspieler.

## Karriere

### Verein
In der Jugend spielte Ukah für die Mannschaften des AC Parma und AC Reggiana. Nach einigen Engagements bei unterklassigen italienischen Vereinen in der Serie C und D und einem eineinhalbjährigen Engagement bei den Queens Park Rangers, wo er sich nicht durchsetzen konnte, wechselte er im Sommer 2007 nach Polen zum Verein Widzew Łódź in die Ekstraklasa. Nach dem Abstieg 2008 führte er die Mannschaft als wichtiger Stammspieler 2010 zurück in die höchste Spielklasse. Am 9. Mai 2012 einigte sich der Spieler mit dem Verein auf eine vorzeitige Auflösung des bis Mitte 2013 geltenden Vertrags. Mitte August 2012 wechselte Ukah zum Ligakonkurrenten Jagiellonia Białystok. In der Saison 2014/15 stand er beim FK Čukarički unter Vertrag und gewann dort den serbischen Pokal. Dann folgte eine Saison beim griechischen Verein AEL Kallonis auf der Insel Lesbos. Von 2016 bi 2017 spielt er für den malaysischen Verein Penang FA. In seinen beiden Erstligaspielzeiten kam er dort auf 26 Spiele, in denen er ein Tor erzielen konnte. Dann folgte eine Spielzeit beim Ligarivalen Penang FA und zuletzt stand er bis zum Sommer 2020 in seiner Heimat bei den Kano Pillars unter Vertrag. Dort gewann er mit dem Verein 2019 den Nigeria FA Cup. Seitdem ist kein neuer Klub mehr bekannt, so dass von seinem Karriereende auszugehen ist.

### Nationalmannschaft
Am 15. November 2011 bestritt Ukah sein einziges A-Länderspiel für Nigeria, als er im Freundschaftsspiel gegen Sambia (2:0) in der 57. Minute für Dele Adeleye eingewechselt wurde.

## Erfolge
FK Čukarički
- Serbischer Pokalsieger: 2015

Kano Pillars
- Nigerianischer Pokalsieger: 2019

## Sonstiges
Ukah besitzt auch noch die italienische und ghanaische Staatsangehörigkeit.